# 락미에우 대교

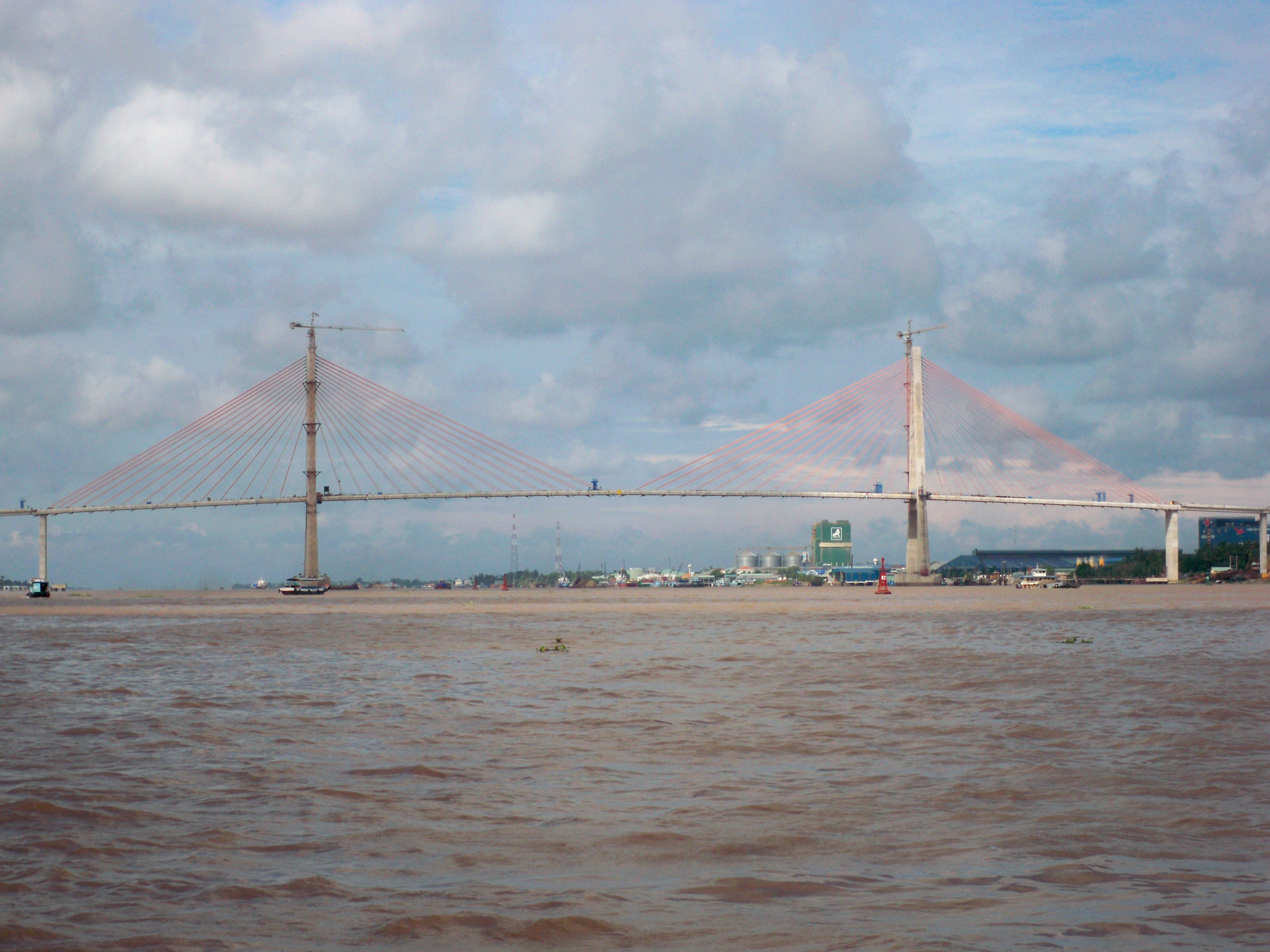
건설 중인 교량

락미에우 대교(베트남어: Cầu Rạch Miễu)는 베트남 남부 메콩강 삼각주에 위치한 띠엔장성의 미토시와, 벤째성의 쩌우타인현을 연결하는 사장교 형식의 교량이다. (북부의 표준 발음으로는 작미에우에 가깝다.)

## 개요
2002년 4월 30일에 건설이 시작되어 2009년 1월 19일에 완성되어 정식 개통했다. 처음에는 주위의 교통량 증가도 2007년 상반기에 완공 개통할 예정이었다. 접근 램프를 포함한 전체 길이는 8,331m이며, 주 교량은 2,868m이다. 교량 건설에 1조 4000억 동이 투자되었다.

## 구조
주교는 두 부분은 구성되어 있으며, 그 길이는 2,868m이다. 사장교 형식의 교량이며, 높이는 117m, 지주가 270m 간격으로 서 있다. 자릿수 아래의 높이는 37.5m이고, 1만톤급 선박이 통행할 수 있다. 다리는 하중도인 트이선섬을 통과한다. 900m 길이의 다리는 안정된 외팔보 방식에 의한 프리스트레스트 콘크리트 구조로 7m 길이의 철근 콘크리트 빔이 90m 간격으로 배치되어 있다. 프리스트레스트 콘크리트를 통한 형교는 40m의 각 경간을 보강하는 역할을 하고 있다.